# Цзінхе (селище)
Цзінхе (кит. 精河镇, пін. Jīnghé Zhèn) — містечко у КНР, адміністративний центр однойменного повіту Боро-Тала-Монгольської автономної префектури.

## Географія
Цзінхе розташовується між озером Ебі-Нур і горами Боро-Хоро.

### Клімат
Містечко знаходиться у зоні, котра характеризується кліматом пустель помірного поясу. Найтепліший місяць — липень із середньою температурою 24.4 °C (76 °F). Найхолодніший місяць — січень, із середньою температурою -15.6 °С (4 °F).
| Клімат Цзінхе           | Клімат Цзінхе | Клімат Цзінхе | Клімат Цзінхе | Клімат Цзінхе | Клімат Цзінхе | Клімат Цзінхе | Клімат Цзінхе | Клімат Цзінхе | Клімат Цзінхе | Клімат Цзінхе | Клімат Цзінхе | Клімат Цзінхе | Клімат Цзінхе |
| Показник                | Січ.          | Лют.          | Бер.          | Квіт.         | Трав.         | Черв.         | Лип.          | Серп.         | Вер.          | Жовт.         | Лист.         | Груд.         | Рік           |
| Абсолютний максимум, °C | 2             | 11            | 22            | 32            | 36            | 37            | 37            | 37            | 37            | 28            | 13            | 6             | 37            |
| Середній максимум, °C   | −10           | −3            | 7             | 18            | 24            | 30            | 31            | 30            | 25            | 15            | 3             | −5            | 13            |
| Середня температура, °C | −15           | −9            | 2             | 11            | 17            | 22            | 24            | 23            | 18            | 8             | −1            | −9            | 7             |
| Середній мінімум, °C    | −21           | −15           | −3            | 4             | 10            | 15            | 17            | 16            | 11            | 2             | −5            | −13           | 1             |
| Абсолютний мінімум, °C  | −32           | −27           | −21           | −7            | −2            | 5             | 11            | 2             | −2            | −7            | −21           | −32           | −32           |
| Норма опадів, мм        | 0             | 0             | 10            | 10            | 10            | 10            | 10            | 10            | 0             | 0             | 0             | 0             | 120           |
| Днів з дощем            | 1             | 2             | 3             | 3             | 3             | 2             | 2             | 2             | 0             | 0             | 0             | 1             | 26            |
| Вологість повітря, %    | 78            | 78            | 68            | 48            | 44            | 48            | 53            | 53            | 52            | 60            | 75            | 80            | 61            |
| ----------------------- | ------------- | ------------- | ------------- | ------------- | ------------- | ------------- | ------------- | ------------- | ------------- | ------------- | ------------- | ------------- | ------------- |
| Джерело: Weatherbase    |               |               |               |               |               |               |               |               |               |               |               |               |               |